# حسن إيبك
حسن إيبك (بالتركية: Hasan İpek)‏ هو بيروقراطي تركي، ولد في 1959 في كارابوك في تركيا.